# Kerri Walsh
Kerri Lee Walsh Jennings (Saratoga, 15 agosto 1978) è un'ex pallavolista e giocatrice di beach volley statunitense, campionessa olimpica di beach volley in tre edizioni consecutive dei Giochi: ad Atene 2004, Pechino 2008 e Londra 2012.

## Biografia
Di lontane origini italiane, per la precisione siciliane, come si può anche evincere dal cognome della madre, Formico, ha iniziato la sua carriera agonistica come pallavolista, dopo aver conquistato la NCAA Division I con la Stanford University nel 1996, anno in cui è stata anche insignita del titolo di migliore giocatrice (MOP), e nel 1997. Con la maglia della nazionale statunitense ha preso parte ai Giochi olimpici di Sydney 2000, classificandosi al quarto posto. Nello stesso anno però ha lasciato la pallavolo per dedicarsi esclusivamente al beach volley.
Ha debuttato nel circuito professionistico internazionale il 13 giugno 2001 a Cagliari, in Italia, in coppia con Misty May-Treanor piazzandosi in 9ª posizione. Il 28 luglio 2001 ha ottenuto la sua prima vittoria in una tappa del World tour a Espinho, in Portogallo, insieme alla May-Treanor. Nel massimo circuito FIVB ha trionfato per 38 volte, con tre differenti partner e nel 2002 ha concluso la classifica finale in prima posizione.
Ha preso parte a quattro edizioni dei Giochi olimpici: ad Atene 2004, a Pechino 2008, a Londra 2012 ed a Rio de Janeiro 2016; in ognuna delle prime tre occasioni ha conquistato la medaglia d'oro insieme a Misty May-Treanor, mentre nella quarta ha vinto un bronzo in coppia con April Ross. Ha altresì partecipato a cinque edizioni dei campionati mondiali, salendo sul podio in quattro occasioni: per tre volte ha vinto la medaglia d'oro (a Rio de Janeiro 2003, a Berlino 2005 ed a Gstaad 2007) ed una volta quella d'argento (a Roma 2011), sempre in coppia con Misty May-Treanor.
Coniugata con Casey Jennings, a sua volta giocatore di beach volley di alto livello, ha saltato quasi interamente le stagioni 2009 e 2010 per maternità, ma dopo aver dato alla luce i suoi due figli è tornata alle gare nello stesso 2010.

## Palmarès
- Giochi olimpici

Atene 2004: oro.
Pechino 2008: oro.
Londra 2012: oro.
Rio de Janeiro 2016: bronzo.
- Mondiali

Rio de Janeiro 2003: oro.
Berlino 2005: oro.
Gstaad 2007: oro.
Roma 2011: argento.
- World tour

Vincitrice per 1 volta della classifica generale: nel 2002.
59 podi: 38 primi posti, 14 secondi posti e 7 terzi posti.

### World tour - vittorie
| Data              | Località       | Nazione             | in coppia con     |
| ----------------- | -------------- | ------------------- | ----------------- |
| 28 luglio 2001    | Espinho        | Portogallo          | Misty May         |
| 9 giugno 2002     | Madrid         | Spagna              | Misty May         |
| 22 giugno 2002    | Gstaad         | Svizzera            | Misty May         |
| 13 luglio 2002    | Montréal       | Canada              | Misty May         |
| 3 agosto 2002     | Klagenfurt     | Austria             | Misty May         |
| 18 agosto 2002    | Maoming        | Cina                | Misty May         |
| 21 giugno 2003    | Gstaad         | Svizzera            | Misty May         |
| 20 luglio 2003    | Marsiglia      | Francia             | Misty May         |
| 2 agosto 2003     | Klagenfurt     | Austria             | Misty May         |
| 21 settembre 2003 | Carson         | Stati Uniti         | Misty May         |
| 14 marzo 2004     | Fortaleza      | Brasile             | Misty May         |
| 23 maggio 2004    | Rodi           | Grecia              | Misty May         |
| 19 giugno 2004    | Gstaad         | Svizzera            | Misty May         |
| 18 luglio 2004    | Marsiglia      | Francia             | Rachel Scott      |
| 31 luglio 2004    | Klagenfurt     | Austria             | Rachel Scott      |
| 16 luglio 2005    | Espinho        | Portogallo          | Misty May-Treanor |
| 30 luglio 2005    | Parigi         | Francia             | Misty May-Treanor |
| 6 agosto 2005     | Klagenfurt     | Austria             | Misty May-Treanor |
| 22 ottobre 2005   | Salvador       | Brasile             | Misty May-Treanor |
| 20 novembre 2005  | Città del Capo | Sudafrica           | Misty May-Treanor |
| 4 giugno 2006     | Atene          | Grecia              | Misty May-Treanor |
| 24 giugno 2006    | Gstaad         | Svizzera            | Misty May-Treanor |
| 29 ottobre 2006   | Acapulco       | Messico             | Misty May-Treanor |
| 24 giugno 2007    | Parigi         | Francia             | Misty May-Treanor |
| 8 luglio 2007     | Montréal       | Canada              | Misty May-Treanor |
| 14 luglio 2007    | Berlino        | Germania            | Misty May-Treanor |
| 4 agosto 2007     | Klagenfurt     | Austria             | Misty May-Treanor |
| 29 settembre 2007 | Fortaleza      | Brasile             | Misty May-Treanor |
| 4 novembre 2007   | Phuket         | Thailandia          | Misty May-Treanor |
| 14 giugno 2008    | Berlino        | Germania            | Misty May-Treanor |
| 22 giugno 2008    | Parigi         | Francia             | Misty May-Treanor |
| 28 giugno 2008    | Stavanger      | Norvegia            | Misty May-Treanor |
| 11 ottobre 2008   | Dubai          | Emirati Arabi Uniti | Nicole Branagh    |
| 7 novembre 2010   | Phuket         | Thailandia          | Nicole Branagh    |
| 11 giugno 2011    | Pechino        | Cina                | Misty May-Treanor |
| 16 luglio 2011    | Mosca          | Russia              | Misty May-Treanor |
| 6 agosto 2011     | Klagenfurt     | Austria             | Misty May-Treanor |
| 7 luglio 2012     | Gstaad         | Svizzera            | Misty May-Treanor |

### World tour - trofei individuali
- 2 volte migliore giocatrice (MOP): nel 2007 e nel 2012.
- 1 volta migliore giocatrice in attacco: nel 2007.
- 4 volte migliore schiacciatrice: nel 2005, nel 2006, nel 2007 e nel 2012.
- 6 volte migliore giocatrice a muro: nel 2005, nel 2006, nel 2007, nel 2008, nel 2011 e nel 2012.
- 5 volte giocatrice più sportiva: nel 2005, nel 2006, nel 2007, nel 2008 e nel 2012.
- 2 volte giocatrice maggiormente fonte di ispirazione: nel 2011 e nel 2012.